# 撒古流·巴瓦瓦隆
撒古流·巴瓦瓦隆（1960年3月31日—），漢名許坤信，臺灣排灣族藝術家，1978年成立古流工作室至今。
2021年被兩位女性指控性侵，之後在2022年遭起訴，2025年1月判決有罪。

## 出身
巴瓦瓦隆（Pavavaljung）家族世代幾乎都是藝術家，其祖父都是部落中出色而受人尊敬的工藝匠師，擅長刀、鞘、弓、箭、鼻笛與口笛等物件的製作；其父親許坤仲（Pairang Pavavaljung）精通傳統工藝禮刀、口鼻笛雕刻，在1974～1986年更曾連任三屆屏東縣三地門鄉大社村的村長，是一位重要的地方意見領袖；撒古流從小耳濡目染，雖曾為籌弟妹學費當過水電工，最終還是回到藝術創作，從繪畫、雕刻，到近幾年嘗試的動畫，背後都有深刻的思考與哲學。
弟弟Etan Pavavaljung則以紋砌刻畫為其主要藝術領域，主要知名於其作品：2017年世大運開幕式活力島嶼篇章；兒子Reretan Pavavaljung主要從事繪畫、雕塑之餘，也投入金工等文創品的設計。

## 生平與創作階段

### 1980以前
1977年，撒古流‧巴瓦瓦隆就讀內埔農工二年級(17歲）時，與來到大社進行碩論研究的台灣大學人類學研究生蔣斌相遇，自此開啟撒古流對於人類學方法的初步認識，開啟其對自我文化根源的自信與系統性探索的動機。其在美術家傳記叢書盧梅芬對其的採訪中表示：「蔣斌帶給我最重要的影響，應該是，忠實地記錄。」

### 1980至1989年
1980年，撒古流分期付款購買人生第一台相機。1981年起，任職三地門鄉公所擔任技士，也開始以古法製陶，並且提倡部落手工藝的發展。二十五歲，從三地門鄉公所離職，成立「古流工藝社」。
1986年，二十七歲的撒古流因為九族文化村開幕，供應大量的工藝商品，開始了工藝品的文創事業，隔年因為不敵大量東南亞廉價的商品進入台灣，從高雄大立百貨公司撤櫃。

### 1990至2000年
1990年，三十一歲，出版《山地陶》一書，推動信仰本土化，設計了屏東三地門長老教會禮拜堂，是台灣第一個融入原住民建築元素的教會建築。1992年，設計建造位於桃園縣復興鄉三民村的「石廬」，直到1996年方完成。1993年則開始協助台東縣延平鄉的「布農部落」規劃。
1993年，推動「部落有教室 菁英回流」運動，鼓勵青年回留返鄉學習部落文化，從事工藝工作。第二波部落有教室運動則發生在1997年，在台灣原住民文創園區。1994年，撒古流在參與文建會的原住民文化會議中，以芒果樹比喻文化的生命動態。並且實際改造三地門鄉公所為具有排灣族特色的空間，改變長久以來公家機關刻板的建築設計。1995年，與導演李道明共同拍攝紀錄片《末代頭目》。同年，紀錄片《排灣人薩古流》入選巴黎14屆民族誌影展。1997年在布農部落舉辦大型的四人聯展，創作大型鐵雕作品「文化的樑」。1998年，撒古流協助東華大學民族學院的校區規劃，並獲得台灣省文化處「民俗技藝終生成就獎」。

### 2000至2020年
2002年，撒古流開始創作「光」系列作品。並且由台灣史前文化博物館委託創作公共藝術「擺盪」。隔年，四十四歲的撒古流把工作室遷到淡水北新莊破布子腳，開始創作「蝴蝶」系列作品。2006年，撒古流開始致力於「思想雕塑」，透過各種溝通跟傳遞的社會媒介，想喚起大眾對於其所認定的「民族教育」的重視。同一年，出版了第一本以知識論述為主的書籍《祖靈的居所》。2008年撒古流展開了第三波「部落有教室 記憶開挖運動」，提出老人珍貴的無字天書之論述。並且同年，「都蘭陶」作品發表於台東新東糖廠。
2009年，五十歲的撒古流參與高雄市立美術館「蒲伏靈境：山海子民的追尋之路」一展，並且同年在國立自然科學博物館展出「祖靈的居所」特展。隔年，高雄美術館邀請其駐館創作雕塑〈鹿朋友〉。2012年起相繼於文創園區與國內外場館展出。2015年開始撰寫新著作《呵護 排灣族琉璃珠》。2018年，五十九歲，獲得第二十屆國家文藝獎。

## 性侵爭議
2021年12月16日，藝術家郭俞平在其個人臉書上，以「小鎮故事」為題，描述排灣族藝術家「咕嚕．撒」利用權勢及當事者對其信任，性侵一名19歲少女。三日後，藝術家余悅廉在其個人臉書控訴，撒古流‧巴瓦瓦隆於2006年對她性侵，不僅間接證明「咕嚕‧撒」為撒古流‧巴瓦瓦隆，且其為累犯。
當時撒古流‧巴瓦瓦隆獲選為第59屆威尼斯雙年展的台灣館代表。爭議爆發後，輿論要求臺北市立美術館取消展覽及贊助。北美館於20日公告將暫緩台灣館相關展務。另外由於撒古流‧巴瓦瓦隆亦受到國家文化藝術基金會支持，參與2022第15屆德國卡塞爾文獻展，且為第20屆國家文藝獎得主，輿論亦要求國藝會取消贊助，與撤銷國家文藝獎得主的資格，國藝會20日於受訪中，也表示將暫緩贊助撒古流．巴瓦瓦隆展覽製作。國藝會則針對撤銷國家文藝獎得主的訴求，表示當時無撤銷獎項機制，因此將提請董事會討論相關議題。
針對外界指控，撒古流‧巴瓦瓦隆於23日於個人工作室臉書粉絲頁上發表聲明。2021年12月24日，台北市議員黃郁芬召開記者會，揭露受害者與撒古流‧巴瓦瓦隆的同居人亞粟的電話錄音：
|  | 「亞粟多次提到背後有北美館施壓，表示雙年展是國家給的任務」，也強調來自館方的壓力很大，「被北美館逼到一個狀態」、他們快承受不住，要求C女盡快簽名和解；亞粟更多次以低姿態表示，一家已經沒飯吃，雖然撒古流是累犯，但已經受到處罰，懇請C女給他們一條路走。 |

黃郁芬認為，由於撒古流‧巴瓦瓦隆在藝文圈極負盛名，且又有官方認授其重要性，受害者面對其巨大的權勢以及話語權差異，「無論是從受害當事人的說法、或是撒古流同居人亞粟打電話要求和解的內容，又甚至是撒古流自行發出的聲明中，其實處處都可以看出「權勢性侵」的影子。」
臺北市立美術館在記者會後，聲明絕無對網路所傳聞的當事人施壓之情事；並在接獲相關訊息後，立即要求藝術家撒古流針對事件始末對外提出說明，於12月20日發佈暫緩台灣館展務之聲明，且已同步成立專案諮詢委員會，由台灣館藝術家提名委員代表、性平專家、律師與館方代表，共同商議後續事宜。臺北市立美術館館長王俊傑受訪表示：
|  | 「暫緩」就是要以事件發展還有檢調調查為基準，最壞打算當然就是如果藝術家不能代表台灣館參展，那可能明年威尼斯雙年展台灣館代表藝術家就會從缺。而參與雙年展原定會耗費新台幣3000多萬元預算，目前進行到一半，北美館也正在查看可暫時停止哪些合約與費用，降低損害並評估是否有其他對策因應退展……北美館絕對沒有介入跟施壓，北美館都是以中立角度勸藝術家可以站出來把事情解釋清楚，面對大家的質疑。北美館並組織專案諮詢委員會，除有律師、性別代表、當初提名撒古流參加威尼斯雙年展的委員代表及館內代表，組成公正超然的委員會來討論，也會諮詢當初提名委員，針對後續參展給予建議。 |

但黃郁芬認為，「這樣的聲明不僅薄弱，也無法取信於關注此事的社會大眾。」進一步提出四點訴求。藝文工作者於事件爆發後於網路上發佈聯合聲明，並募集連署抵制截至2021年12月27日，已經募集超過一千名連署人暨團體參與連署。2022年1月12日，臺北市立美術館決議終止
2022年9月21日，屏東地檢署依強制性交罪嫌起訴撒古流（111年偵字第4443號、8873號）。
2025年1月16日，屏東地方法院一審判決，認為撒古流違反甲女意願強制性交，依刑法強制性交罪判有期徒刑4年6個月，其餘被訴部分無罪，可上訴。

## 經歷
- 古流工藝社負責人
- 原舞者文教基金會董事
- 屏東縣政府藝術諮詢委員
- 國立東華大學原住民民族學院籌備處顧問
- 屏東縣三地門文化藝術勞動合作社理事
- 2018年國家文藝獎得主

## 著作
- 1986「安全教育漫畫」台灣世界展望會
- 1990「山地陶」
- 1993「排灣族的裝飾藝術」，台灣省政府教育廳
- 1994「排灣、魯凱民族文化學園計畫書」國立台灣史前博物館籌備處通訊第四期「祖靈的居所」--國家文藝基金會補助
- 1998「部落有教室-達瓦蘭文化紮根運動」 特刊 台灣原住民文化園區管理局
- 1998「小陶壺歷險記」台灣原住民文化園區管理局，首部原住民卡通動畫問世之原創作者
- 1999「末代頭目」16厘米紀錄片，多面向藝術工作室，和李道明合導
- 2000「部落有教室-達瓦蘭精英回流運動」 特刊 順益原住民博物館 「用木頭寫歷史的民族」--台灣原住民文化園區管理局
- 2004「撒卜威〈火〉的傳說」月曆手札 屏東縣政府
- 2005「山林物語」月曆手札 屏東縣政府
- 2006「祖靈的居所」出版 行政院原住民族委員會文化園區管理局

## 展覽
- 1985   撒古流暨兒童的陶藝展，屏東縣三地門民眾服務站
- 1990   撒古流的陶藝展，台灣原住民文化園區管理處高雄全國文藝季聯展
- 1994   台北國際陶瓷博覽會聯展
- 1998   部落有教室-達瓦蘭文化紮根運動特展，台灣原住民文化園區管理局
- 1999   台灣與加拿大原住民藝術巡迴聯展，國立歷史博物館
- 2000   部落有教室-達瓦蘭精英回流運動特展，順益原住民博物館
- 2001   總統府特展
- 2002   台北鶯歌陶瓷嘉年華應邀展演
- 2001   舊宜蘭監獄「來去監獄會面」跨世紀空間藝術展 聯展
- 2002   微弱的力與美聯展，國立台灣史前博物館
- 2002   照片會說話-三個鏡頭下的台灣原住民聯展，國立台灣史前博物館
- 2002   時間的夢幻之旅特展，國立台灣史前博物館
- 2003   校園參與式族群文化藝術策展計畫與執行—高雄明正國小
- 2003   雕塑聯展—台南原住民文化會館
- 2003   薪傳民俗藝術展，屏東縣立文化中心
- 2004   「會說故事的手」新書發表暨聯展，行政院原住民族委員會文化園區管理局
- 2005   「平行輸入」聯展，台北當代藝術館 「撒古流雕塑藝術展」聖地牙哥台灣中心藝廊
- 2007   「木藝大展」國立傳統藝術中心 「祖靈的居所」裝置展---行政院原住民族委員會文化園區管理局
- 2008   『火～撒古流生命五年焠煉個展』－台東都蘭糖廠

## 古流工藝社  相關實績
- 1993 台中自然科學博物館   南島民族展示館－排灣族的傳統石板屋﹙建築﹚
- 1995 順益原住民博物館   室內裝飾及壁畫工程
- 1996 屏東三地門鄉公所   大門及廣場營建工程
- 1997 桃園復興鄉三民村   石廬﹙建築﹚
- 1998 屏東三地門鄉公所   中山公園坡坎
- 1999 台東布農文教基金會   戶外雕塑工程—文化的樑﹙鐵雕﹚
- 2001 台北淡江中學 排灣族的傳統石板屋﹙建築﹚
- 2001 屏東三地門地摩兒雕塑公園   戶外雕塑工程—鹿一家﹙複合媒材﹚
- 2001 國立東華大學原住民民族學院   院辦公室裝潢工程
- 2001 國立東華大學原住民民族學院   戶外院牌裝置工程
- 2002 行政院原住民委員會   辦公室裝潢工程
- 2002 國立台灣史前博物館   戶外雕塑工程—擺盪﹙複合媒材﹚
- 2003 屏東三地門鄉公所   生命舞台﹙景觀設計﹚
- 2006 高雄國際餐旅學校   酒窖裝置工程
- 2007 台中自然科學博物館   修健南島民族展示館－排灣族的傳統石板屋﹙建築）

## 典藏
作品獲得台中自然科學博物館、順益原住民博物館、台東布農文教基金會、國立台灣史前博物館、高雄國際餐旅學校、行政院原住民族委員會文化園區管理局、中央研究院民族所、高雄市立美術館、鶯歌陶瓷博物館、屏東縣文化局等典藏，以及私人收藏家收藏。

## 作品

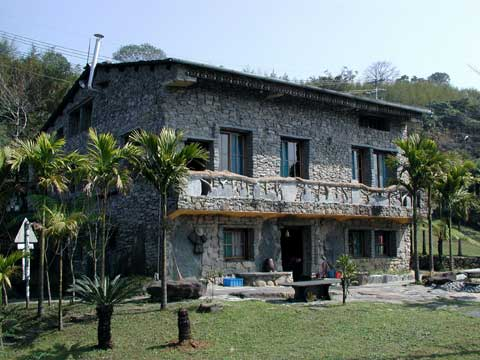
石廬
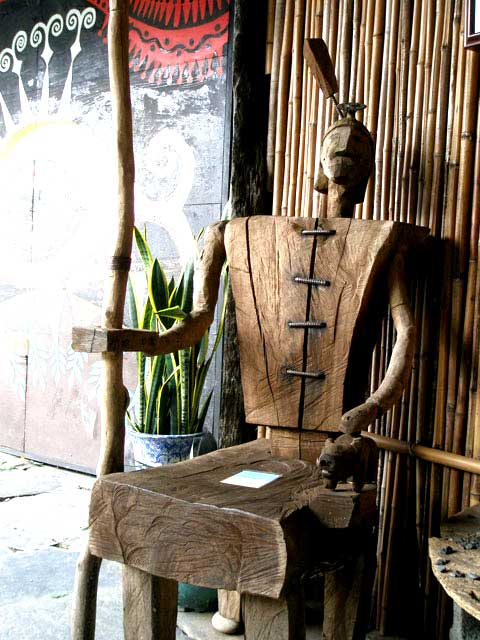
勇士椅